# Enchelycore kamara
 Enchelycore kamara és una espècie de peix de la família dels murènids i de l'ordre dels anguil·liformes.

## Morfologia
Els mascles poden assolir els 53 cm de longitud total.

## Distribució geogràfica
Es troba a Palau, Guam i les Illes de la Línia.